# Claude de Fréminville
Claude de la Poix de Fréminville, conegut artísticament com a Claude Terrien (Perpinyà, 14 de setembre de 1914 - París, 19 de gener de 1966) va ser un escriptor i periodista nord-català. Va rebre un dels Premis Ondas 1960.
Va passar la seva joventut a Orà, on va coincidir amb Albert Camus en classe de literatura a Alger durant el curs escolar 1932-1933. Va seguir els seus estudis universitaris a París, on durant un temps va estar afiliat al PCF i va instar Camus a fer el mateix. En 1938 va formar part de la redacció de la revista Rivage publicada per Edmond Charlot. En 1939 fa fundar amb Camus les efímeres edicions Cafre (CAmus-FREminville).
Després de la guerra va treballar com a periodista a París, primer com a membre de l'Agència Europea de Premsa a Populaire i després a Europe n°1 on va popularitzar un editorial cada matí a les 08:30, des de 1956 fins a la seva mort, on va popularitzar el pseudònim Claude Terrien.

## Publicacions
- Faute d'empire, Paris, Plon, 1963 (amb el pseudònim Claude Terrien)
- Le Manège et la noria, conte, Paris, Gallimard, 1954[6]
- Bien sous tous les rapports, conte, Paris, Gallimard, 1952
- Buñoz, conte, Paris, Charlot, 1946
- Des vies exemplaire, conte, Paris, Charlot, 1946
- Les Beaux jours, conte, Alger, Charlot, 1945
- Poèmes, 1936-1942, Alger, Charlot, 1945
- À la vue de la Méditerrané, Alger, Charlot, 1938
- Adolescence. Cinq sonates pour saluer la vie, Poitiers, Amis de la poésie, 1933[7]